# Corntwn
Corntwn (en anglès Corntown) és una petita vil·la situada al county borough de Bro Morgannwg, Gal·les. Es troba al costat de la carretera B4524, just als afores de Bridgend, a 21,6 milles a l'oest de Cardiff. Aquest poblet ha crescut al voltant de la Granja Corntown Farm.
Hi ha una capella de fusta al seu costat occidental. El Golden Mile Inn es troba també al costat de la B4524, al nord-est de la vil·la.

## Història
Elements neolítics, especialment pedrenyals, micròlits i puntes de fletxa, han estat trobats al llarg de l'àrea que ocupa actualment la vil·la, indicant un assentament molt antic al costat de Stony Lane.
Al voltant del 1610 Edward Lewis of Van va aconseguir la propietat de Corntwn.
The Wescombe family are associated with Corntown and Ewenny. Al llarg dels segles el poble ha anat creixent fins a tocar la vil·la d'Ewenni, fins a tal punt que actualment no es pot diferenciar visualment la separació entre els dos pobles. Els seus habitants consideren que la separació es produeix entre l'antiga pica baptismal i la Porta fortificada. El llistat de Grade II situa el Corntown Court com un edifici històric de la vil·la.
El 4 de juliol del 1845 Edward Morse va ser ordenat a Corntown.